# Paul Köppler
Paul Köppler  (* 24. Mai 1946 in Österreich) ist Organisator und Meditationslehrer bei buddhistischen Seminaren. Er ist Autor mehrerer Bücher, welche die Lehre des Buddha in einer modernen und zeitgemäßen Sprache präsentieren. Von 1999 bis 2001 war er stellvertretender Sprecher der Deutschen Buddhistischen Union, dem Dachverband der Buddhisten in Deutschland.

## Leben und Werk
Paul Köppler studierte Theaterwissenschaften und Philosophie und arbeitete zunächst einige Zeit als Lehrer. Daneben veröffentlichte er literarische Arbeiten. Er promovierte 1976 an der Universität Wien mit einer Arbeit über „Filmkomik aus Österreich“. 1984 gründete er den Verein „Buddhismus im Westen“, der bald darauf ein eigenes Seminarhaus erwarb, das Waldhaus am Laacher See. Paul Köppler ist seitdem als Organisator im vereinseigenen Haus und als Meditationslehrer im deutschsprachigen Raum tätig. Im Jahr 2000 zog er nach Bonn-Bad Godesberg, wo er heute das buddhistische „Haus Siddhartha“ betreibt. Köppler ist verheiratet und hat einen Sohn.

## Werke (Auswahl)
- Auf den Spuren des Buddha. Die schönsten Legenden aus dem Leben des Erleuchteten. Barth, Bern 2001, ISBN 3-502-61066-5.
- So spricht Buddha. Die schönsten und wichtigsten Lehrreden des Erwachten. Barth, Frankfurt am Main 2004, ISBN 3-502-61131-9.
- So meditiert Buddha: 108 Übungen aus den Reden des Erwachten. Barth, Frankfurt 2008, ISBN 978-3-502-61185-1.
- Buddhas ewige Gesetze. Fünf Wegweiser zur inneren Freiheit. Barth, München 2010, ISBN 978-3-426-29102-3.